# Schweizerische Gesellschaft für Lehrerinnen- und Lehrerbildung
Die Schweizerische Gesellschaft für Lehrerinnen- und Lehrerbildung  (SGL) ist eine gesamtschweizerische Fachorganisation für Dozierende, Assistierende und wissenschaftliche Mitarbeitende an pädagogischen Bildungseinrichtungen. Sie steht allen an der Lehrerbildung interessierten Personen und Institutionen offen.

## Tätigkeit
Die SGL wurde 1992 gegründet. Sie unterstützt den Fachdiskurs sowie die Weiterentwicklung und Innovationen in pädagogischen, fachdidaktischen und bildungspolitischen Belangen. Sie gibt dazu die Fachzeitschrift «Beiträge zur Lehrerbildung BzL» heraus. Daneben findet die fachliche Auseinandersetzung zu relevanten Themen der Lehrerinnen- und Lehrerbildung in Arbeitsgruppen statt. Sie bieten den Rahmen für aktuelle Debatten und die Bildung überregionaler Netzwerke. An den jährlich stattfindenden Tagungen und Kongressen wird Gelegenheit geboten, die an den Pädagogischen Hochschulen generierten Forschungsergebnisse zu präsentieren. Die SGL ist Gründungsmitglied der Konferenz Hochschuldozierende Schweiz.

## Arbeitsgruppen
- Berufspraktische Studien
- Bildung junger Kinder
- Design und Technik (FD)
- Ethik, Religion, Kultur (FD)
- Forum Deutschdidaktik
- Forum Forschung in der Lehre
- Forum Fremdsprachen Schweiz
- Forum Kommunikation in der Schule
- Kunst und Bild (FD)
- Mathematik (FD)
- Musik (FD)
- Natur – Mensch – Gesellschaft für Vorschul- und Primarstufe (FD)
- Rhythmik / Musik und Bewegung (FD)
- Theaterpädagogik
- Wirtschaft – Arbeit – Haushalt (FD)

FD = Fachdidaktik
Alle Arbeitsgruppen organisieren sich selbständig, wobei die SGL finanzielle Mittel und organisatorische Unterstützung bietet. Neben den regelmässigen Treffen steht für den Austausch unter den Mitgliedern eine Internetplattform zur Verfügung.

## Fachzeitschrift
Die "Beiträge zur Lehrerinnen- und Lehrerbildung, BzL" sind das Publikationsorgan der SGL sowie deren Vorgängerorganisationen und erscheinen seit 1982 dreimal jährlich. Sie befassen sich mit Fragen und Themen um die Aus- und Weiterbildung von Lehrpersonen. Die Einzelartikel der BzL stehen Open Access über die Suchfunktion auf der Webseite sowie über Pedocs zur Verfügung.